# Światło chemiczne

1. Plastikowa obudowa.
2. Szklany pojemnik z roztworem nadtlenku wodoru.
3. Roztwór estru kwasu szczawiowego i barwnika fluorescencyjnego.
4. Po zgięciu wewnętrzny, szklany pojemnik pęka i roztwory mieszają się.
5. Po wymieszaniu roztworów światło chemiczne zaczyna świecić.

Światło chemiczne – świetlik (ang. glow stick, lightstick) jednorazowe źródło światła zbudowane z plastikowego pojemnika zawierającego dwie odizolowane ciecze (jedną w szklanym pojemniku), które po wymieszaniu zaczynają świecić. Światło chemiczne aktywuje się przez zgięcie plastikowego pojemnika zewnętrznego aż do złamania (lub zgniecenia) szklanego pojemnika wewnętrznego. Światło chemiczne może świecić od 5 minut (ultra intensywne) do 12 godzin. Produkowane są świetliki w różnych barwach: zielone (te z reguły świecą najdłużej), czerwone, pomarańczowe, różowe, żółte, niebieskie, fioletowe i białe oraz świecące w podczerwieni.

## Nazewnictwo
Nazwa „światło chemiczne” jest nazwą opisową, stosowaną z braku lepszej nazwy polskiej. Nazwa „świetlik” stosowana jest przez analogię do świetlika świętojańskiego (Lampyris noctiluca) – owada z rodziny świetlikowatych (Lampyridae) z rzędu chrząszczy (Coleoptera). Światło wytwarzane przez świetlika świętojańskiego powstaje w wyniku bioluminescencyjnej reakcji chemicznej katalizowanej lucyferazą.

## Historia światła chemicznego
CPPO (oznaczone znakiem towarowym "Cyalume") zostało wynalezione w 1971 roku przez Michaela M. Rauhuta z American Cyanamid na podstawie pracy Edwina A. Chandrossa i Davida Iby z Bell Labs.
W tym samym czasie naukowcy pod kierunkiem Herberta Richtera z China Lake Naval Weapons Center przeprowadzili inne wczesne prace nad chemiluminescencją.
W latach 1973–1974 wydano kilka patentów w USA na urządzenia tego typu, a następnie w 1976 roku na pojedyncze ampułki, których projekt obejmował także stojak na sygnalizator, dzięki czemu można było go wyrzucić z jadącego pojazdu i pozostawić w pozycji pionowej na drodze. Pomysł taki miał na celu zastąpienie tradycyjnych flar awaryjnych przy zerowym zagrożeniu pożarowym. Na początku lat 80 XX wieku większość świetlików było produkowane w Novato w Kalifornii przez firmę Omniglow Corp.
Większość obecnych świetlików jest produkowane w Chinach.

## Sposób działania

Utlenianie szczawianu difenylu (na górze), rozkład 1,2-dioksoetanodionu (w środku), uwolnienie energii z barwnika (na dole)

Po aktywacji i wymieszaniu roztworów zachodzi reakcja chemiczna w wyniku której substancja fotouczulająca świeci.

### Substancje fotouczulające
- 9,10-difenyloantracen – barwa niebieska
- 9,10-bis(fenyloetynylo)antracen, 2-chloro-9,10-bis(fenyloetynylo)antracen – barwa zielona
- bis(2-metylopropylo) peryleno-3,9-dikarboksylan – barwa jasnozielona/limonkowa
- Kumaryna 7 – barwa jaskrawozielona
- Tetracen – barwa zielono-żółta
- 1-chloro-9,10-bis(fenyloetynylo)antracen, rubren – barwa żółta
- 5,12-bis(fenyletynylo)naftacen, rodamina 6G – barwa pomarańczowa
- Eozyna Y – barwa pomarańczowa
- Rodamina B – barwa czerwona

### Utleniacz
Bezwodny nadtlenek wodoru w aprotycznym rozpuszczalniku polarnym np. DMSO lub DMF.

### Reduktory
Estry fenolowe kwasu szczawiowego i ich pochodne:
- Szczawian difenylu – Cyalume – DPO
- Szczawian bis(2,4-dinitrofenylowy) – DNPO
- Szczawian bis(2,4,6-trinitrofenylowy) – TEPO
- Szczawian bis(2,4,6-trichlorofenylowy) – TCPO
- Szczawian bis(2,4,6-trichlorofenylo-6- karbopentoksyfenylowy) – CPPO
- Szczawian tert-butylu

### Aktywatory
Alkohol tert-butylowy, salicylan sodu oraz octan sodu.

### Rozpuszczalniki
Fosforan trifenylu, ftalan dimetylu oraz dietylu, DMSO lub DMF. Ewentualnie octan etylu.

## Świetliki IR
Świetliki podczerwone świecą światłem podczerwonym, niewidocznym gołym okiem. Widoczne są przez urządzania noktowizyjne: noktowizory i celowniki noktowizyjne, kamery przemysłowe i amatorskie oraz niektóre rodzaje cyfrowych aparatów fotograficznych. Mogą służyć do oświetlenia, skrytego powiadamiania lub oznaczania celów.

## Zastosowanie światła chemicznego
- oświetlenie w przypadku braku źródła prądu
- oświetlenie awaryjne
- oznakowanie nocne w warunkach polowych (cywilne i wojskowe)
- rozrywka

## Alternatywy dla świetlików chemicznych
- diody elektroluminescencyjne zasilane z baterii
- wojskowy marker stroboskopowy MS-2000M